# Joseph Stübben

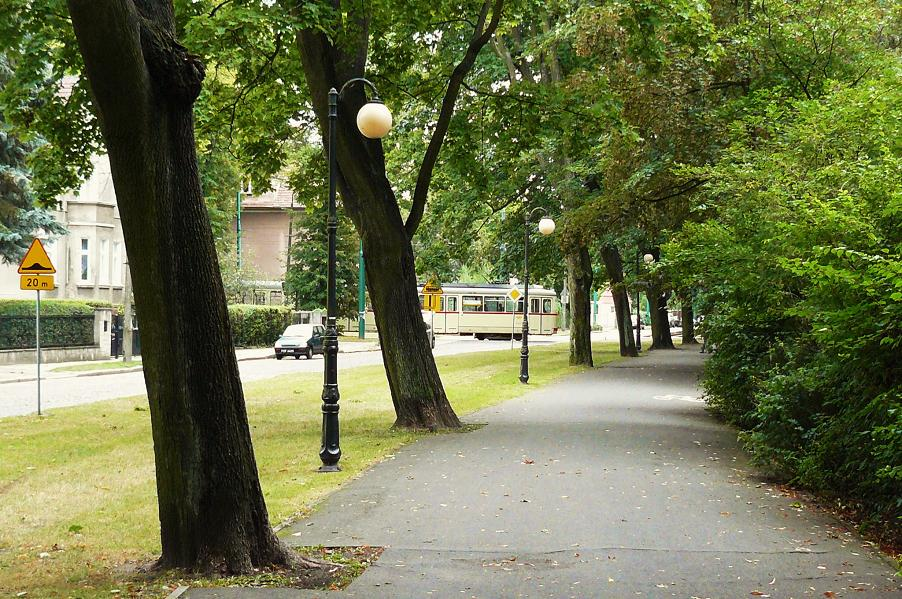
Poznań-Sołacz (ul. Małopolska i Park Sołacki). Projekt urbanistyczny dzielnicy opracował H.J. Stübben

Hermann Joseph Stübben (ur. 10 lutego 1845 w Hülchrath, zm. 8 grudnia 1936 we Frankfurcie nad Menem) – niemiecki urbanista i architekt.

## Życiorys
W latach 1864–1866, a następnie 1868–1870 studiował na Berlińskiej Akademii Budownictwa. W latach 1876–1881 pełnił funkcję miejskiego architekta w Akwizgranie, a od 1881 do 1891 w Kolonii. W latach 1898–1904 projektował drobne obiekty na prywatne zlecenia. W 1904 został doradcą technicznym w Ministerstwie Finansów i sprawował tę funkcję do 1920. Jednocześnie został kierownikiem Królewskiej Komisji Rozbudowy Urbanistycznej Miasta Poznania tworząc zachowany do dziś układ urbanistyczny Dzielnicy Cesarskiej. W 1921 roku został nadradcą budowlanym w Münster. Jeszcze za jego życia, w 1930 jego rodzinne Hülchrath postawiło mu pomnik. Jako architekt projektował niewiele: kilka kościołów, port w Kolonii oraz most nad Wezerą w pobliżu Fürstenbergu. Sławę przyniosły mu natomiast prace urbanistyczne w wielu miastach Europy.

## Dzieła urbanistyczne
- Akwizgran[1]
- Altona (Hamburg)[1]
- Bazylea[1]
- Berlin
- Brno[1]
- Brugia[1]
- Bydgoszcz
  - Sielanka
  - Bielawy
  - Skrzetusko
- Chemnitz[1]
- Darmstadt[1]
- Dortmund
- Düsseldorf
- Gdańsk[2][3][4][5][6]
- Głogów[7]
- Helsinki[1]
- Koblencja
- Kolonia[2][3][4][8]
- Królewiec[1]
- Luksemburg
- Metz
- Oberkassel
- Saarlouis
- Poznań
  - Dzielnica Cesarska
  - Sołacz
  - Zespół rezydencji na Jeżycach w Poznaniu – inspiracja
- Rostock[1]
- Schwerin[1]
- Ulm[1]
- Wałbrzych
- Wiesbaden[1]